# Đồ họa thông tin
Đồ họa thông tin (tiếng Anh: infographic, là từ ghép của Information graphic), là sự kết hợp thông tin ngắn gọn với hình ảnh minh họa và màu sắc sinh động, bắt mắt để có thể truyền đạt thông tin nhanh và rõ ràng hơn.
Đồ họa thông tin còn được hiểu là dạng "thiết kế đồ họa thông tin" để trình bày thông tin, dữ liệu hoặc kiến thức phức tạp một cách nhanh và rõ ràng, hình ảnh hóa các thông tin, dữ liệu phức tạp thông qua sự kết hợp và lồng ghép các yếu tố như biểu tượng, kí hiệu, bản đồ... để từ đó có thể thấy được xu hướng và đặc điểm của thông tin được nói đến.
Thiết kế đồ họa thông tin thường bị giới hạn ở phần chữ viết nên Đồ họa thông tin tập trung diễn đạt các thông tin cần nói bằng hình ảnh nhiều hơn. Với thông tin dạng đồ họa, các đơn vị kinh doanh trong lĩnh vực khoa học, toán học hay các lĩnh vực phức tạp khó truyền đạt thông tin như nghiên cứu thị trường, xây dựng, y tế sẽ dễ dàng diễn giải các số liệu, tài liệu chuyên ngành của mình một cách ngắn gọn và dễ hiểu.

## Lịch sử
Đồ họa thông tin đã được sử dụng từ hàng trăm triệu năm trước bởi người thượng cổ. Ở Ai Cập cổ đại, chỉ bằng những bức vẽ và chữ tượng hình trên vách hang động, người Ai Cập cổ đại đã thể hiện được chữ cái, từ ngữ, thậm chí là câu với ý nghĩa khá hoàn chỉnh.
Vào những năm 1600, những người chuyên vẽ bản đồ đã phác hoạ bản đồ thế giới một cách chi tiết và trực quan, họ còn sử dụng biểu tượng, kí hiệu để đánh dấu các địa điểm.
Năm 1626, Christoph Schneider xuất bản sách Rosa Ursina sive Sol trình bày nghiên cứu về sự quay của mặt trời. Và đồ họa thông tin được sử dụng để minh hoạ cho mô hình quay của mặt trời.
Năm 1786, William Playfair, một kĩ sư và nhà kinh tế chính trị trong cuốn sách The Commercial and Political Atlas đã tạo ra những biểu đồ trình bày dữ liệu đầu tiên. Để minh hoạ cho tình hình kinh tế của nước Anh vào thế kỉ 18, Playfair đã sử dụng biểu đồ thống kê, biểu đồ thanh, biểu đồ đường, biểu đồ khu vực,... (statistical graphs, bar charts, line graphs, area charts, and histograms). Ông được xem là cha đẻ của Đồ họa thông tin hiện đại và đã sáng tạo ra biểu đồ tròn trong cuốn sách Statistical Breviary.
Vào thế kỉ 19, biểu đồ tròn và đồ thị được sử dụng phổ biến trên báo, những chiến dịch chính trị để mô tả một lượng lớn thông tin.
Năm 1820, địa lý hiện đại được sáng lập bởi Carl Ritter. Bản đồ của ông thể hiện rất nhiều dạng thông tin và bao gồm các khung thông tin, các bản đồ đã công bố và được công nhận, thang đo, tỷ lệ... với độ trung thực cao. Một bản đồ như vậy theo định nghĩa của Charles Sanders Peirce, có thể được coi là "siêu thay thế (supersign)" khi kết hợp các hệ thống ký hiệu, biểu tượng, bảng chú dẫn để trình bày. Các ví dụ khác có thể tìm thấy trong bản đồ của các nhà địa lý như Ritter và Alexander von Humboldt.
Năm 1857, nữ y tá người Anh Florence Nightingale đã sử dụng đồ họa thông tin để thuyết phục Nữ hoàng Victoria cải thiện điều kiện trong các bệnh viện quân đội. Công cụ cô sử dụng là biểu đồ Coxcomb. Biểu đồ này kết hợp giữa biểu đồ thanh và biểu đồ tròn, mô tả số lượng và nguyên nhân tử vong trong mỗi tháng của cuộc chiến Crimea.
Năm 1861, một đồ hoạ thông tin về cuộc diễu hành thảm khốc của Napoleon ở Moscow do Charles Joseph Minard tạo ra. Đồ hoạ thông tin đã thể hiện bốn yếu tố khác nhau góp phần vào sự thất bại của đội quân Napoleon là: hướng hành quân của quân đội, vị trí quân đội đóng quân, số lượng hành quân sau khi chết vì đói, bị thương và nhiệt độ băng giá họ trải qua khi hành quân.
Năm 1878, James Joseph Sylvester đã giới thiệu thuật ngữ "đồ thị" vào trên tạp chí khoa học Nature và công bố một bộ sơ đồ cho thấy mối quan hệ giữa các liên kết hóa học và các tính chất toán học. Đây cũng là một trong những đồ thị toán học đầu tiên.
Giữa thế kỷ 20, đồ họa thông tin và những dữ liệu trực quan được tạo ra nhiều hơn với sự hỗ trợ của máy tính và phần mềm lập trình.
Năm 1942, Isidore Isou xuất bản bản tuyên ngôn Lettrist, một tài liệu bao gồm tác phẩm nghệ thuật, văn hóa, thơ ca, phim ảnh và lý thuyết chính trị. Tài liệu này còn được gọi là siêu văn và siêu hình (metagraphics and hypergraphics), là sự tổng hợp của văn bản và nghệ thuật thị giác.
Năm 1958, Stephen Toulmin đã đề xuất một mô hình lập luận đồ họa, được gọi là The Toulmin Model of Argumentation. Biểu đồ chứa sáu yếu tố liên quan đến nhau được sử dụng để phân tích các lập luận, đặc biệt áp dụng trong lĩnh vực hùng biện, truyền thông và khoa học máy tính.
Vào năm 1972 và 1973, tàu vũ trụ Pioneer 10 và Pioneer 11 có một tấm nhôm được mạ vàng và trang trí trên đó một thông điệp bằng hình ảnh. Hình ảnh được thiết kế bởi Carl Sagan và Frank Drake, bao gồm các nhân vật nam và nữ khỏa thân cũng như các biểu tượng nhằm cung cấp thông tin về nguồn gốc của tàu vũ trụ. Ý nghĩa đồ họa của hình ảnh nằm ở việc giúp những sinh vật ngoài trái đất - những sinh vật không có khái niệm về ngôn ngữ của con người có thể hiểu được.
Năm 1982, Edward Tufte - người tiên phong trong lĩnh vực trực quan hóa dữ liệu, đã viết một loạt sách Visual Explanations, The Visual Display of Quantitative Information và Envisioning Information về chủ đề đồ họa thông tin. Ông được tờ New York Times gọi là Da Vinci của dữ liệu. Tufte bắt đầu giảng bài và có hội thảo dài ngày về chủ đề Đồ họa thông tin bắt đầu từ năm 1993 tại đại học Princeton. Đến năm 2012, Tufte vẫn giảng về đồ họa thông tin. Đối với Tufte, trực quan hóa dữ liệu tốt thể hiện chính xác mọi điểm dữ liệu và cho phép người xem thấy xu hướng và mẫu trong dữ liệu. Sự đóng góp của Tufte trong lĩnh vực trực quan hóa dữ liệu và đồ họa thông tin rất lớn, và các nguyên tắc thiết kế của ông có thể được nhìn thấy trên nhiều trang web, tạp chí và báo chí ngày nay. Tufte cũng đặt ra thuật ngữ "chartjunk" để chỉ đồ họa hấp dẫn trực quan đến mức mất thông tin chứa trong đó.
Trong thế kỉ 21, đồ họa vector, đồ họa raster trở nên phổ biến và trực quan hóa dữ liệu đã được áp dụng cho các hệ thống máy tính và hệ thống thông tin địa lý (GIS) Liên quan chặt chẽ đến lĩnh vực đồ họa thông tin là thiết kế thông tin, và điều này bao gồm việc tạo ra đồ họa thông tin.
Vào năm 2000, truyền hình bắt đầu kết hợp Đồ họa thông tin vào trải nghiệm của người xem. Một ví dụ về việc sử dụng đồ họa thông tin trong truyền hình và trong văn hóa nhạc pop là video âm nhạc bài hát Remind me của nhạc sỹ Röyksopp vào năm 2002. Video được sáng tác hoàn toàn bằng đồ họa thông tin hoạt hình.. Năm 2004, một quảng cáo truyền hình cho công ty công nghệ hạt nhân Areva của Pháp đã sử dụng đồ họa thông tin hoạt hình như một chiến thuật quảng cáo. Cả hai video này đã sử dụng đồ họa thông tin để mô tả thông tin phức tạp một cách hiệu quả.
Bên cạnh công cụ Adobe Flash, đồ họa thông tin còn được tạo ra trên nhiều phương tiện khác nhau với các công cụ phần mềm khác như HTML 5 và CSS3. [24]
Lĩnh vực báo chí cũng đã kết hợp và áp dụng đồ họa thông tin vào tin tức. Đối với các thông tin bao gồm văn bản, hình ảnh và đồ họa, hệ thống Maestro concept cho phép toàn bộ các dạng thông tin trên kết hợp thành một câu chuyện. Hệ thống Maestro concept được áp dụng để cải thiện thời gian, quy trình trình bày các câu chuyện cho độc giả bận rộn của phương tiện truyền thông.
Nhiều trang web cũng đã sử dụng đồ họa thông tin tương tác, trong đó người dùng có thể trích xuất thông tin về một chủ đề khi họ khám phá đồ họa. Nhiều doanh nghiệp sử dụng đồ họa thông tin như một phương tiện để giao tiếp và thu hút khách hàng tiềm năng. Đồ họa thông tin là một hình thức tiếp thị nội dung  và đã trở thành một công cụ cho các nhà tiếp thị và công ty Internet để tạo ra nội dung mà những người khác sẽ liên kết đến, do đó có thể thúc đẩy danh tiếng của công ty và sự hiện diện trực tuyến.
Giáo phái tôn giáo cũng đã bắt đầu sử dụng đồ họa thông tin. Ví dụ, Giáo hội Các Thánh hữu Ngày sau của Chúa Giê Su Ky Tô đã tạo ra nhiều đồ họa thông tin để giúp mọi người tìm hiểu về đức tin, nhà truyền giáo, đền thờ, giáo vụ,...
Với sự phổ biến của phương tiện truyền thông xã hội, Đồ họa thông tin được sử dụng rộng rãi và được chia sẻ giữa những người dùng của các mạng xã hội như Facebook, Twitter, Pinterest, Google+ và Reddit. Năm 2012 và 2013, có đến 110 đồ họa thông tin được tạo ra mỗi ngày và từ khoá "Đồ họa thông tin" (Infographic) trong tiếng Anh cũng được tra trên công cụ tìm kiếm Google nhiều hơn 800% so với nhiều năm trước đó.
Kể từ 2014 đến nay, đồ họa thông tin được sử dụng rộng rãi trong các lớp học, kinh doanh, mạng xã hội,... Thông qua đó, mọi người có thể tiếp nhận thông tin hiệu quả hơn, kể những câu chuyện theo cách trực quan hơn, kết nối với nhau thông qua giao tiếp thị giác.

## Các dạng triển khai đồ họa thông tin
- Giải thích vấn đề/khái niệm

Dạng này giúp đơn giản hóa các khái niệm phức tạp, thể hiện các ví dụ trực quan, tinh gọn hơn và được sử dụng khi doanh nghiệp muốn trình bày ý tưởng nội dung đến khách hàng. Dạng này hỗ trợ doanh nghiệp trong nhiều trường hợp các định nghĩa quá phức tạp, khó nhớ, khó liên tưởng bằng hình ảnh và bắt mắt. Bên cạnh đó, các nhà quản lý, lãnh đạo dùng hình thức này để truyền đạt tầm nhìn, nhiệm vụ trong từng giai đoạn theo một cách sáng tạo và gần gũi.
- Trình bày quy trình

Dạng quy trình có ích trong việc đơn giản hóa các bước trong một quy trình. Nội dung dạng này thường ngắn gọn, tập trung phát triển các bước và nội dung chính thông qua những keyword ngắn gọn, giúp doanh nghiệp diễn giải quy trình làm việc đến khách hàng một cách trực quan, có hệ thống.
- Giải thích tiến trình

Khác với mục tiêu thể hiện nội dung về quy trình, đồ họa thông tin thể hiện tiến trình khi có nhiều đối tượng nội dung hơn.
Ví dụ: Tiến hình mua của khách hàng, nhiều hành trình mua tương ứng với trường hợp và nhóm khách hàng.
- So sánh đối tượng

Đây là dạng phổ biến để doanh nghiệp sử dụng khi so sánh về các đặc tính nổi trội của sản phẩm, loại hình dịch vụ công ty và đối thủ cạnh tranh. Một bài phân tích hoặc báo cáo chuyên sâu thường đường đính kèm để giải thích và minh chứng cho nội dung được diễn giải trên đồ họa thông tin.
- Tóm tắt báo cáo

Dạng đồ họa thông tin báo cáo cho khách hàng của doanh nghiệp thông tin cốt lõi nhất kèm số liệu cụ thể được chọn lọc. Tóm tắt báo cáo thường sẽ được gửi đính kèm với bản giải thích báo cáo chi tiết.
- Sơ đồ tư duy

Dạng sơ đồ tư duy hỗ trợ việc thể hiện ý tưởng khi nội dung có cấu trúc phức tạp. Nhiều ý chính và phụ được thể hiện trên nhiều nhánh lớn và nhỏ. Bên cạnh đó, dạng sơ đồ tư duy còn được sử dụng với mục đích làm nổi bật ý chính, tầm quan trọng của vật thể chính.
- Trình bày kế hoạch

Những ưu điểm của dạng trình bày đồ họa thông tin cho nội dung về kế hoạch là thể hiện rõ ý tưởng, mục tiêu kinh doanh để doanh nghiệp tham chiếu; thể hiện logic lộ trình thực hiện (mốc thời gian, đội ngũ nhân sự, chi phí); thể hiện kỳ vọng tăng trưởng và đánh giá tình hình.
- Thống kê số liệu

Dạng này được sử dụng nhiều trong tiếp thị kỹ thuật số vì đặc điểm phân tích dữ liệu lớn. Thống kê số liệu có ưu điểm như hình thức dễ thể hiện bảng biểu; mô phỏng quy mô, mức độ tác động của số liệu; mô tả kèm hình ảnh cô đọng, sinh động.
- Trình bày đặc trưng địa lý

Đồ họa thông tin được sử dụng sử dụng các cách mô tả như hiệu ứng chuyển màu, đường nét đứt mô tả, tông màu phân biệt để thay thế mô tả nhân khẩu, vị trí và tận dụng hình ảnh bản đồ.
Ưu điểm của dạng này gồm tùy chỉnh thiết kế theo từng khu vực; thể hiện nhiều dạng nội dung (mật độ dân số, mức thu nhập, tỷ lệ biết chữ, hoạt động kinh doanh, khung thuế,...); tham chiếu, so sánh các đối tượng cùng một thời điểm

## Cách tạo một Đồ họa thông tin
Ngày nay, để tạo một Đồ họa thông tin đối với doanh nghiệp không còn khó. Doanh nghiệp có thể linh hoạt thuê một agency ngoài để tạo nên một Đồ họa thông tin quan trọng, thể hiện được giá trị của thương hiệu đối với khách hàng mục tiêu. Hay với những bài đăng nhỏ hơn, nhân sự marketing của doanh nghiệp có thể tự làm bằng các website hỗ trợ thiết kế đồ họa thông tin với rất nhiều mẫu template như Canva, Venngage, Piktochart hay Befunky.
Để tạo ra một Đồ họa thông tin tốt đòi hỏi độ chính xác cao và thời gian cập nhật kịp thời,... Chính vì thế, doanh nghiệp cần sử dụng một bản phác thảo đồ họa thông tin. Các bước tạo ra một Đồ họa thông tin thường bao gồm:
1. Chọn một chủ đề thú vị
2. Tiến hành nghiên cứu
3. Xác định phương pháp thu thập dữ liệu
4. Triển khai các tiêu đề, tiêu đề, tiêu đề phụ và những phát hiện chung.
5. Triển khai các ghi chú thiết kế cho bộ phận thiết kế.[22]

## Lợi ích
Khi sử dụng đồ họa thông tin có những lợi ích như sau:
- Thông tin trở nên hấp dẫn và dễ nhớ hơn.
- Trình bày những số liệu quan trọng một cách súc tích.
- Dễ hiểu.
- Thu hút sự chú ý và không gây nhàm chán.
- Dễ tiếp cận.
- Tạo sự thích thú và thuyết phục hơn.
- Thông tin truyền đạt rõ ràng.[23]

## Ứng dụng vào tiếp thị nội dung

### Ảnh hưởng
Đồ họa thông tin được thống kê và chứng minh rất hiệu quả trong việc truyền tải nội dung, giúp người đọc dễ dàng ghi nhớ hơn vì với một nội dung, người đọc thường chỉ nhớ 20% thông tin dạng chữ, và 90% thông tin lưu giữ trong não dưới dạng hình ảnh và những hình ảnh có màu sắc tăng giúp tăng khả năng sẵn lòng đọc lên 80%. Bên cạnh đó, bộ não con người xử lý hình ảnh nhanh hơn dạng chữ 3 lần, và 40% trong số người đọc sẽ phản ứng tốt hơn so với thông tin dưới dạng chữ, chính vì thế đồ họa thông tin giúp các thông tin tiếp thị truyền thông xã hội của doanh nghiệp được tiếp nhận tốt hơn, dễ dàng hơn, và tạo ra sức ảnh hưởng lớn. Đồ họa thông tin cũng có thể trở thành một thông tin viral được chia sẻ rộng rải trên mạng xã hội khi đó doanh nghiệp chỉ cần thúc đẩy tiếp thị lan truyền (viral marketing) để đạt hiệu quả tối ưu.

### Cấu trúc
Cấu trúc của một Đồ họa thông tin khi sử dụng trong tiếp thị nội dung của doanh nghiệp sẽ có các cách thể hiện khác nhau, các nguyên tắc trình bày trong một Đồ họa thông tin sẽ bị ràng buộc bởi brand guideline (bộ nhận diện) thương hiệu của doanh nghiệp để có sự đồng nhất về mặt hình ảnh, nội dung, màu sắc với thương hiệu trên các kênh truyền thông. Từ đó, khách hàng có thể nhận diện thương hiệu dễ dàng hơn. Các lưu ý khi dùng đồ họa thông tin để trực quan hóa dữ liệu trong tiếp thị của doanh nghiệp:
- Kiểu chữ: Một số kiểu chữ sẽ thể hiện tốt trong vai trò là tiêu đề hoặc chú thích mở rộng, số còn lại sẽ thể hiện tốt khi trình bày cho phần nội dung chính của đồ họa thông tin. Cần tạo một hệ thống phân cấp ngay khi dùng các kiểu chữ bằng cách định dạng chữ bằng màu sắc hay kích cỡ, hay dùng kiểu chữ đặc biệt để nhấn mạnh vào nội dung quan trọng cần khán giả chú ý đến.
- Màu sắc: Tuy đồ họa thông tin cần tuân thủ theo brand guideline tuy nhiên không nhất thiết chỉ sử dụng dụng một số màu sắc hạn chế như trong brand guideline vì điều này sẽ giảm bớt tính trực quan khi thể hiện thông tin của đồ họa thông tin. Điều quan trọng là cần sử dụng màu sắc nổi bật, bắt mắt, dễ phân biệt với nhau trong trình bày đồ họa thông tin. Một điều quan trọng là không sử dụng màu nền có thể gây chìm với logo thương hiệu của doanh nghiệp.
- Tông giọng: Hình ảnh, hình minh họa và văn bản xuất hiện trên đồ họa thông tin sẽ truyền tải một thông điệp mà doanh nghiệp muốn hướng đến khách hàng. Nội dung của thông điệp cần có một tông giọng hợp lý để có thể trình bày tốt nhất đến khách hàng. Có thể văn phong hài hước để thu hút sự chú ý, hay trang trọng để thể hiện tính bổ ích của nội dung trong Infographic.
- Logo: Đồ họa thông tin là một dạng tài sản của thương hiệu chính vì thế logo phải luôn xuất hiện trên đây.

Ngoài ra, doanh nghiệp cần phải tìm hiểu đối tượng mục tiêu mà thông điệp trên đồ họa thông tin muốn hướng đến là ai để có thể điều chỉnh các yếu tố trên phù hợp với thị hiếu và sở thích của họ.

### Lợi ích
Trong thị trường và môi trường toàn cầu đầy cạnh tranh và tràn ngập thông tin, chìa khóa thành công trực tuyến là thu hút sự chú ý và quan tâm của khách hàng. Điều này làm cho đồ họa thông tin trở thành công cụ rất quan trọng và hiệu quả khi doanh nghiệp có thể kết hợp đồ họa thông tin để thể hiện thông tin nhằm giữ tất cả khách hàng tập trung vào những gì có liên quan nhất đến nội dung của họ.
- Đồ họa thông tin có thể dễ dàng thu hút sự chú ý của khách hàng.

Con người là sinh vật thị giác và điều này khiến con người dễ bị thu hút sự chú ý bởi các yếu tố thị giác. Con người cần kích hoạt dây thần kinh thị giác để xử lý hơn 90% thông tin xuất hiện trong tâm trí và tất cả đều là thông tin trực quan.
Một nghiên cứu được thực hiện bởi Brooke Barnett và Barbara Miller, công bố trên Tạp chí Nghiên cứu Báo chí Mùa đông 2010 cho biết: "Đồ họa giúp người đọc dễ hiểu hơn văn bản nhưng kém hiệu quả trong việc truyền đạt các khái niệm trừu tượng và phức tạp. Trong khi đó, văn bản giúp giải thích chi tiết... Kết hợp văn bản và đồ họa cho phép tận dụng lợi thế và làm giảm điểm yếu của cả hai phương tiện."
- Đồ họa thông tin làm tăng sự nhận biết thương hiệu.

Đồ họa thông tin được thiết kế để bao gồm thông tin liên quan về người tạo ra, thường bao gồm logo, địa chỉ trang web, email hoặc thậm chí thông tin liên hệ. Đây là một cách hiệu quả để tăng nhận thức về thương hiệu.
- Đồ họa thông tin giúp nội dung trở nên phổ biến.

Thông tin do Agency MDG Advertising cung cấp nhấn mạnh rằng để marketing nội dung, các tài liệu có yếu tố trực quan như hình ảnh hoặc đồ họa hấp dẫn có thể tạo ra nhiều lượt xem hơn 94% so với văn bản hoặc nội dung đơn giản không chứa bất kỳ hình ảnh nào. Đặc điểm chính của đồ họa thông tin là nếu nội dung hình ảnh thật sự hấp dẫn đối với nhiều người, họ sẽ muốn chia sẻ. Kết quả sẽ là nội dung trực quan thực sự có thể lan truyền khi nhiều người thích và tương tự, chia sẻ đồ họa thông tin thông qua các kênh truyền thông xã hội của họ.
- Đồ họa thông tin có thể làm tăng thứ hạng trên các công cụ tìm kiếm.

Nếu các website sử dụng đồ họa thông tin của bên thứ ba thay vì đồ họa thông tin tự tạo thì phải liên kết nguồn. Hay các phương tiện truyền thông xã hội hoặc các kênh trực tuyến khác cũng có thể tạo liên kết ngược, hoặc nhúng tài liệu để đảm bảo tính bản quyền. Từ đó, nếu doanh nghiệp với rất nhiều liên kết thì có thể tăng thứ hạng tìm kiếm. Điều này giúp đồ họa thông tin xuất hiện nhiều hơn dưới dạng hình ảnh hoặc tài nguyên có liên quan trong kết quả tìm kiếm. Và khoảng 60% người tiêu dùng sẽ có nhiều khả năng liên hệ với doanh nghiệp khi có nhu cầu nếu họ thấy hình ảnh doanh nghiệp, trong trường hợp này là Đồ họa thông tin.
- Đồ họa thông tin giúp tăng lượng người đăng ký và theo dõi

Đồ họa thông tin tốt sẽ nhận được nhiều lượt thích, bình luận và chia sẻ hơn bất kỳ cập nhật văn bản thông thường nào. Đây có thể là một cách rất hiệu quả để tăng thêm số lượng người đăng ký và người theo dõi trên các trang truyền thông xã hội. Và đối tượng khách hàng Đồ họa thông tin tiếp cận thậm chí rộng hơn mỗi khi đồ họa thông tin được chia sẻ. Nghiên cứu của Heidi Cohen và Dan Zarrela từ HubSpot xác nhận xu hướng này và họ nhấn mạnh rằng sự tham gia của khách hàng có thể tăng tới 37% khi bài đăng bao gồm các yếu tố trực quan như ảnh, đồ họa và Đồ họa thông tin.
- Đồ họa thông tin giúp nội dung dễ hiểu hơn

Điều làm cho đồ họa thông tin trở nên mạnh mẽ như một công cụ trực quan là khả năng truyền tải một số lượng lớn thông tin thành những mảng thông tin chính, quan trọng, dễ hiểu và thu hút. Yếu tố hình ảnh và chi tiết được ít nhất 67% người tiêu dùng đánh giá là quan trọng khi tiếp nhận thông tin và điều này giúp đồ họa thông tin nhận được sự chú ý và quan tâm của khách hàng thậm chí nhiều hơn các yếu tố khác như mô tả sản phẩm, đánh giá sản phẩm và các nội dung dựa trên văn bản khác.
Đồ họa thông tin có thể mở rộng ra ngoài marketing kỹ thuật số. Với khả năng thể hiện thông tin trực quan, đồ họa thông tin có thể được áp dụng cho các tài liệu in, tài liệu quảng cáo và các công cụ ngoại tuyến khác. Một ví dụ là công ty Demandbase, công ty này đã tích hợp đồ họa thông tin vào bản slide trình bày chiến dịch của mình. Sau khi áp dụng điều này, chiến dịch marketing của họ thu hút 1700 khách hàng tiềm năng, 125 người tham gia vào hội thảo trên website người tham gia hội thảo trên web của họ.
- Đồ họa thông tin có thể định vị doanh nghiệp như một chuyên gia.

Để trình bày nội dung một cách dễ hiểu, đồ họa thông tin sử dụng các bảng, biểu đồ, biểu đồ và thông tin liên quan khác. Điều này biểu thị số lượng nghiên cứu mà người tạo đồ họa thông tin đã làm để sản xuất nội dung. Điều này cũng làm nổi bật mức độ hiểu biết của người tạo đồ họa thông tin trong vấn đề cụ thể. Từ đó, đồ họa thông tin giúp tăng uy tín khi doanh nghiệp nắm bắt chính các khái niệm và thông tin có liên quan trong trong một lĩnh vực cụ thể.
- Đồ họa thông tin dễ dàng để theo dõi.

Mỗi khi đồ họa thông tin được nhấp, xem, chia sẻ và các thông tin liên quan khác như thời gian người dùng trực tuyến đã xem một Đồ họa thông tin cụ thể có thể được theo dõi và đo lường bằng cách sử dụng các công cụ phân tích.
Điều này giúp doanh nghiệp hiểu biết hơn về hành vi của khách hàng mục tiêu và doanh nghiệp có thể điều chỉnh hoặc tạo ra đồ họa thông tin thú vị, phù hợp hơn nữa.

### Ví dụ
Cách sử dụng đồ họa thông tin để tăng cường tiếp thị nội dung rất đa dạng, sau đây là một số ví dụ các doanh nghiệp sử dụng đồ họa thông tin trong tương tác với khách hàng của họ:
Đồ họa thông tin của Yo!Kart - một nền tảng thương mại điện tử trực quan hóa một loạt các số liệu thống kê liên quan đến mua sắm trực tuyến bằng biểu đồ thanh. Một cách thể hiện rõ ràng kết hợp giữa các số liệu và hình ảnh.
Đồ họa thông tin tóm tắt lại chiến dịch CSR của Coca Cola trong việc nỗ lực hồi sinh vườn quốc gia Tràm Chim, qua đó có một cái nhìn toàn diện về hành trình 10 năm mang đến nước sạch của doanh nghiệp này.
Đồ họa thông tin của IBM với tên Online Retail with Dad. Với đồ họa thông tin này IBM đã chia sẻ một số thông tin kinh doanh của mình trong nhân ngày Ngày của Cha năm 2015. Với thiết kế thú vị và theo mùa, đồng thời sử dụng phông chữ và màu sắc đặc trưng của thương hiệu.
Đồ họa thông tin của tờ báo nổi tiếng National Geographic - Redefining the Dome. Đồ họa thông tin này đưa ra thông tin về giáo dục, với các kiến thức cực kỳ chi tiết về mái vòm. Với hình ảnh minh họa chân thực và các đoạn cắt cảnh hữu ích, cũng như tính năng cuộn tương tác của nó, đó là sự kết hợp hoàn hảo của hình thức và chức năng của đồ họa thông tin.
Đồ họa thông tin của thương hiệu VIM đến từ Unilever. Đây là dự án CSR tổ chức sự kiện xây dựng nhà vệ sinh sạch sẽ và an toàn cho trẻ em. Những đồ họa thông tin được sử dụng cho bối cảnh lớn trong sự kiện với 3 khái niệm cho 3 bố cục: Hiện trạng nhà vệ sinh ở Việt Nam và trên thế giới, sự thật về vi trùng, sự bất ngờ về nhà vệ sinh.
Đồ họa thông tin trong các thông tin mà WHO - tổ chức sức khỏe thế giới thường xuyên sử dụng để tuyên truyền và đưa ra các khuyến cáo cho người dân.